# نقولا تيودور دو سوسير
نِقولا تيودور دو سوسير (بالإنجليزية: Arthur Cronquist)‏ عالم نبات سويسري، ولد في جنيف في سويسرا 14 تشرين الأول 1767 وتوفي بتاريخ 18 نيسان 1845. اختص بدراسة فسيولوجيا النبات وأنجز تقدمًا كبيرًا في مجال فهمنا لكيمياء النبات. حدد تركيب الإيثانول والإيثر. درس التخمر وتحول النشا إلى سكاكر.